# Objektpronomen
Ein Objektpronomen ist dem Wortsinn nach ein Pronomen, das im Satz die Rolle eines grammatischen Objekts einnimmt. Mit dem Begriff werden oft aber nur Personalpronomen angesprochen, da hier in manchen Sprachen eine Asymmetrie zwischen Pronomen als Subjekt oder Objekt des Satzes besteht (etwa in den romanischen Sprachen).
In manchen Sprachen sind Objektpronomen auch dadurch auffällig, dass Pronomen als einzige Wortart unterschiedliche Formen für Subjekt oder Objekt (bzw. Nominativ oder Akkusativ) haben, während Substantive keine Kasusformen zeigen – dies ist beispielsweise im heutigen Englisch so.

## Objektpronomen in den romanischen Sprachen
In den romanischen Sprachen unterscheiden sich Objektpronomen von Formen fürs Subjekt dadurch, dass sie in einer unbetonten Verwendung als „klitische“ Pronomina ans Verb „angelehnt“ stehen.
Beispielsweise gibt es im Spanischen für Objekte mehrere Typen solcher klitischer Pronomina, die mit den betonten Objekt-Pronomina kontrastieren (oder auch gemeinsam vorkommen). Fürs Subjekt hingegen gibt es nur die Unterscheidung zwischen betonten Personalpronomina oder deren völliger Weglassung (da Spanisch eine Pro-Drop-Sprache ist). Für Einzelheiten siehe den Artikel Pronomen in der spanischen Sprache.

## Subjekt- und Objektpronomen im Deutschen
In den meisten Fällen verhalten sich pronominale Subjekte und Objekte im Deutschen gleich. Sie können betont werden oder in unbetonter Form vorkommen, hierbei werden unbetonte Personalpronomen bevorzugt im Satz nach vorne gezogen, nämlich direkt hinter die linke Satzklammer. Ein Objektpronomen kann dadurch im Deutschen auch sehr leicht vor das Subjekt gesetzt werden, sofern das Subjekt nicht auch ein Personalpronomen ist – Beispiele:
- Standardreihenfolge Subjekt + Objekt:

```
Deswegen hat jeder 
es
 heimlich zurückgestellt
```

- Pronomen im Anschluss an linke Satzklammer im Hauptsatz = finites Verb:

```
Deswegen hat 
es
 jeder heimlich zurückgestellt
```

- Im Anschluss an linke Satzklammer im Nebensatz = Konjunktion:

```
dass 
es
 deswegen jeder heimlich zurückgestellt hat
```

Asymmetrien sind hauptsächlich nur:
- Das Objektpronomen des Neutrums kann häufig nicht am Satzanfang stehen, im Gegensatz zu einem Subjektpronomen des Neutrums (der Grund für diese Beschränkung ist nicht genau bekannt):[2]

```
a) (Wo ist das Mäppchen?) – Vielleicht hat es mein Nachbar versteckt.
b) ? Es hat vielleicht mein Nachbar versteckt. („es“ als Objekt)
c) Es fehlt mir schon länger („es“ als Subjekt)
```

- Das Pronomen „man“ hat keine Objektform, hierfür tritt die Form „einen“ ein (zu der aber auch der Nominativ „einer“ in derselben Bedeutung möglich ist):

```
Man
 kann dabei ja ganz verrückt werden.
Das kann 
einen
 ja ganz verrückt machen.
```